# Microlaimus cyatholaimoides
Microlaimus cyatholaimoides är en rundmaskart som beskrevs av De Man 1922. Microlaimus cyatholaimoides ingår i släktet Microlaimus och familjen Microlaimidae. Inga underarter finns listade i Catalogue of Life.